# Lázaro Cárdenas, Mazatán
Lázaro Cárdenas är en ort i Mexiko.   Den ligger i kommunen Mazatán och delstaten Chiapas, i den sydöstra delen av landet, 900 km sydost om huvudstaden Mexico City. Lázaro Cárdenas ligger 7 meter över havet och antalet invånare är 198.
Terrängen runt Lázaro Cárdenas är mycket platt. Havet är nära Lázaro Cárdenas åt sydväst. Runt Lázaro Cárdenas är det tätbefolkat, med 343 invånare per kvadratkilometer. Närmaste större samhälle är Puerto Madero, 7,3 km söder om Lázaro Cárdenas. Trakten runt Lázaro Cárdenas består till största delen av jordbruksmark.